# Athyrium anisopterum
Athyrium anisopterum är en majbräkenväxtart som beskrevs av Christ. Athyrium anisopterum ingår i släktet Athyrium och familjen Athyriaceae. Inga underarter finns listade.